# Ahmed Ammi
Ahmed Ammi (* 19. Januar 1981 in Nador) ist ein ehemaliger marokkanischer Fußballspieler und aktiver Fußballtrainer. Derzeit ist er U-18 Co-Trainer bei Fortuna Sittard.

## Karriere
Von 2001 bis 2007 spielte der Verteidiger für VVV-Venlo in der Eerste Divisie und erzielte in 178 Ligaspielen für die Limburger drei Tore. Nach dem Aufstieg 2007 wechselte er zum Ehrendivisionär NAC Breda, zog jedoch nach nur einem weiteren Jahr 2008 weiter zum Aufsteiger ADO Den Haag. 2014 spielte er kurzzeitig für den damaligen Regionalligisten KFC Uerdingen 05. Anschließend ging es zurück in die Niederlande zu den Amateurvereinen EVV Echt und SC Irene.